# Sentides
Els sentides (grec antic: Σέντιδες, Séntides) foren un antic poble, probablement d'origen traci, que vivia al sud de Marmàrica. És esmentat per Ptolemeu.